# Korinthosz
Korinthosz (görögül Κόρινθος; latinos magyar neve Korintusz) város Görögországban, a Peloponnészoszi-félszigetet a kontinentális Görögországgal összekötő földhídon (Iszthmosz), Athéntól 78 kilométerre. Korinthía prefektúra (νομοί [nomoi]) székhelye. Az ókorban egyike volt az erős hellén városállamoknak.
A földnyelvtől, amelyen fekszik, nyugatra a Korinthoszi-öböl terül el, keletre pedig a Szaronikosz-öböl.
Az óramutató járásának megfelelően a következő települések veszik körül: Lekhaio, Iszthmia, Kekhriesz, Examilia, illetve a korinthoszi ásatások helye. Geofizikai értelemben a Vokha keskeny partmenti síksága, a Korinthoszi-öböl, a Korinthoszi-csatorna, a Szaronikosz-öböl és az Oneia-hegység veszik körül és az Akrokorinthos monolitsziklája, amire az ókori város akropolisza épült.

## Története
Korinthosz már a kőkorszakban is lakott hely volt. A mitológia szerint a települést Héliosz isten fia, egy másik történet szerint Efíra istennő lánya alapította a várost. A mükénéi uralom alatt dórok kíséreltek meg letelepedni a mai város területén, de az első támadásukkor nem jártak sikerrel, viszont másodszor el tudták foglalni a területet. A trójai háborút követően a település Agamemnón kezére került, sok más poliszzal együtt. A klasszikus görög időkben Korinthosz Athénnal és Thébával is rivalizált. A város kereskedelme ezekben az időkben volt jelentős, hiszen innen származott a görög cserépedények nagy része. Ekkor épült meg a város akropoliszán található Afrodité temploma. Az időszámításunk előtti 7. században a város türannisza Periandrosz lett. Uralma alatt Korinthosz számos új kolóniát hozott létre mint a mai albániai Durrës és az olaszországi Syracusae. A polisz a görög–perzsa háborúkban is szerepet vállalt: a szalamiszi csatában 40 korinthoszi hajó vett részt, a plataeai ütközetben pedig 5000 korinthoszi hoplita harcos küzdött. A várost a peloponnészoszi háborúban spártaiak szállták meg, majd a háborút követően macedón uralom alá került. Ezután mikor a rómaiak elfoglalták Hellászt, a várost lerombolták, a férfiakat megölték, a nőket és a gyerekeket eladták rabszolgának. Később Julius Caesar újjáépítette a várost, ami akhájföld központja lett. A Római Birodalom széthullása után a város bizánci uralom alá került. 856-ban földrengés rázta meg a várost, melynek során 45 000 ember vesztette életét.

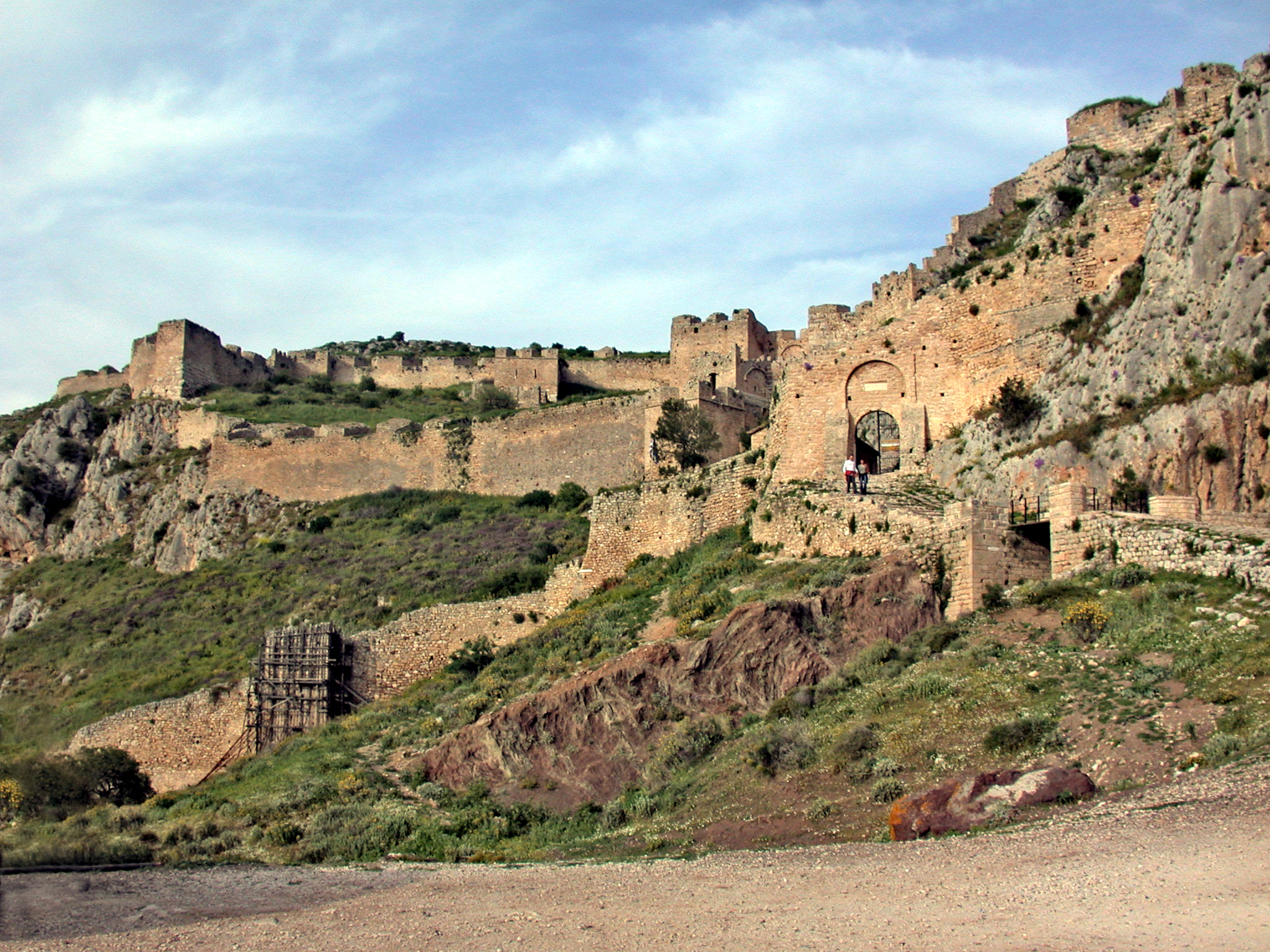
A korinthoszi fellegvár

A negyedik keresztes hadjárat során a 13. században a város az újonnan alapított keresztény állam, az Akháj Fejedelemség uralma alá került, amely a Bizánci Birodalmon belül működött. Ekkor Korinthosz frank befolyás alá került. 1453-ban elesett Konstantinápoly, így Korinthosz is hamarosan az Oszmán Birodalom része lett Gördes néven. 1687-ben a velenceiek felszabadították a várost, ami a Velencei Köztársaság része lett. 1715-ben a törökök visszaszerezték a várost, majd a görög függetlenségi és polgárháború során felszabadult. Korinthosz 1833-ban a Görög Királyság fővárosa lett. Később Athént választották helyette. 1858-ban a város teljesen megsemmisült egy földrengésben. Korinthoszt 1928-ban építették újjá, majd 1933-ban is, mert ekkor egy tűzvész pusztította el a várost. Az új Korinthosz három kilométerrel arrébb került eredeti helyétől, a Korinthoszi-öböl partjára.

## A Korinthoszi-csatorna
A keskeny földszoros az antik görög kultúra kezdetei óta akadályozta a hellén hajózást, 400 kilométeres kerülőre kényszerítve az Adriai-tenger és a Földközi-tenger keleti vizei közt közlekedő hajósokat. A csatorna megépítését elsőként Periandrosz korinthoszi türannosz határozta el. A terv azonban a kor technikai színvonalán megvalósíthatatlan volt. A csatorna kiváltására hozta létre Korinthosz városállam a Diolokosznak nevezett szállítóutat.
Nero római császár 67-ben 6000 rabszolgát rendelt a csatorna építésére, de a következő évben bekövetkezett halála után a munkálatok leálltak és a terv feledésbe merült.

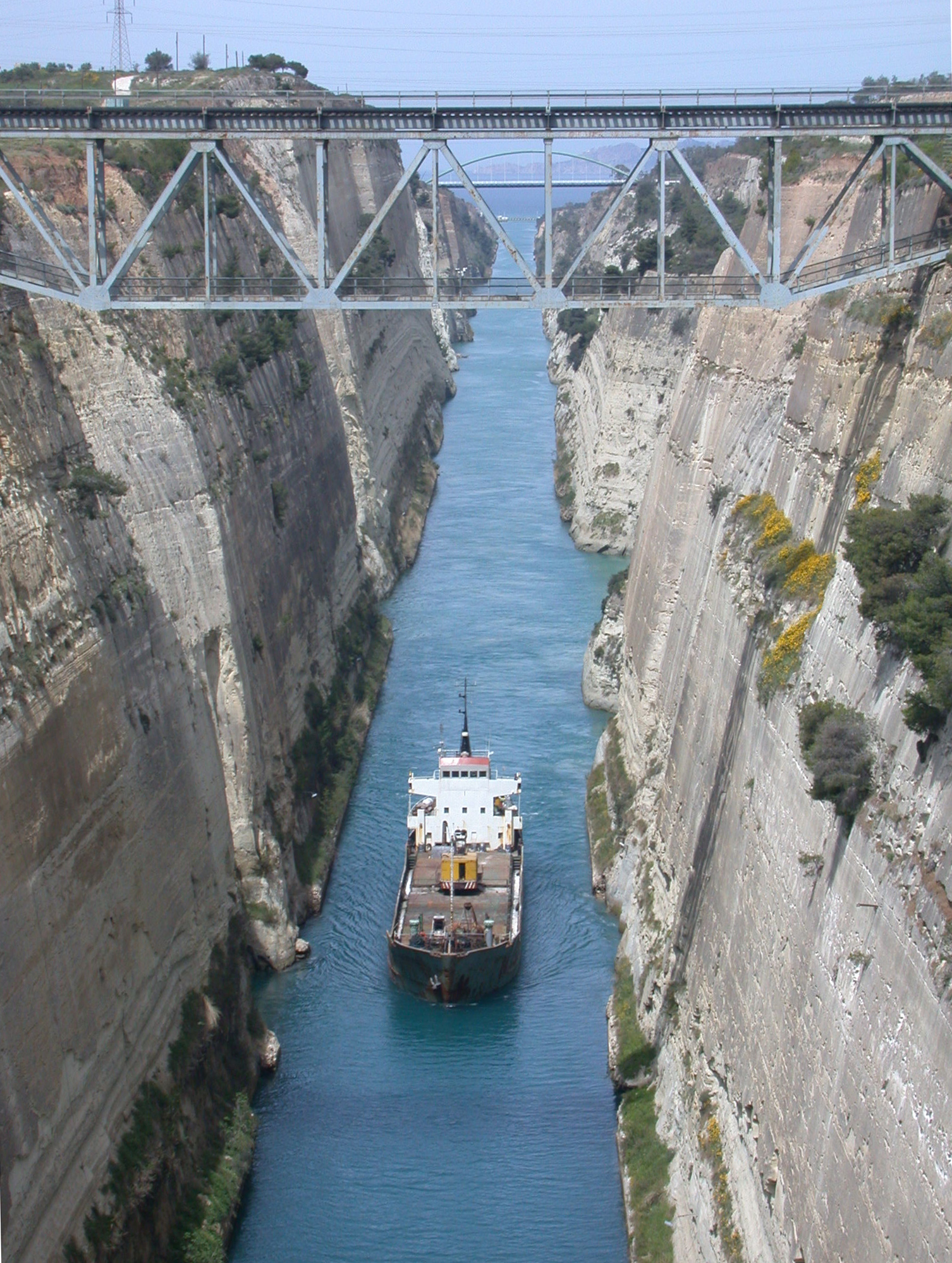
A Korinthoszi-csatorna

A mai csatornát 1881 és 1893 között építtette a görög állam a Türr István és Gerster Béla tervei alapján. Az építkezést elkezdő francia társaság a csatorna két végének kimélyítése után csődbe jutott. Antonisz Matszasz vezetésével egy görög vállalkozói csoport vette át a munkálatokat, akik végül 10 év alatt fejezték be a építkezést. A csatorna megépítése a kor technikai csúcsteljesítményei közé tartozott.
A csatornát nem zárták le zsilipekkel. A két végponton a közúti forgalom úgynevezett merülőhidakon át zajlik, amelyek a csatornán át közlekedő hajók érkezésekor egyszerűen alábuknak.
A Korinthoszi-csatorna már megépítésekor is csak a kor átlagos méretű hajóinak átbocsátására volt alkalmas. Bár kis szélessége és sekély vize nem teszi lehetővé, hogy a mai modern hajók áthaladhassanak rajta, ennek ellenére mégis jelentős forgalmat bonyolít. Évente 11 000, főként az idegenforgalomban működő hajó halad át rajta, de a nagy vízmélységet nem igénylő partmenti teherhajó-forgalom jelentős része is itt halad át.

## Sport
Korinthoszon keresztülhalad a Spartathlon ultramaratoni futóverseny útvonala.